# Аскона
Аскона (італ. Ascona) — місто  в Швейцарії в кантоні Тічино, округ Локарно.

## Географія
Місто розташоване на відстані близько 135 км на південний схід від Берна, 21 км на захід від Беллінцони.
Аскона має площу 5 км², з яких на 60,9% дозволяється будівництво (житлове та будівництво доріг), 7,1% використовуються в сільськогосподарських цілях, 30,8% зайнято лісами, 1,2% не є продуктивними (річки, льодовики або гори).

## Демографія
2019 року в місті мешкало 5497 осіб (+0,1% порівняно з 2010 роком), іноземців було 27,8%. Густота населення становила 1111 осіб/км².
За віковим діапазоном населення розподілялося таким чином: 14,3% — особи молодші 20 років, 54,2% — особи у віці 20—64 років, 31,5% — особи у віці 65 років та старші. Було 2886 помешкань (у середньому 1,9 особи в помешканні).
Із загальної кількості 2994 працюючих 16 було зайнятих в первинному секторі, 297 — в обробній промисловості, 2681 — в галузі послуг.